# Regan Reilly
 (octobre 2023).
Si vous disposez d'ouvrages ou d'articles de référence ou si vous connaissez des sites web de qualité traitant du thème abordé ici, merci de compléter l'article en donnant les références utiles à sa vérifiabilité et en les liant à la section « Notes et références ».
Regan Reilly est un personnage de fiction créé en 1992 par l'écrivaine américaine Carol Higgins Clark. Elle apparaît pour la première fois dans Par-dessus bord.

## Le personnage
Regan Reilly est une jeune femme, la trentaine, brune aux yeux bleus et au teint clair qu'elle doit à ses origines irlandaises. Elle vit à Los Angeles aux États-Unis où elle exerce le métier de détective privé.
Elle va vivre quelques aventures en compagnie de Kit. Elles se connaissent depuis leur première année à l'université. Leur principal point commun est la recherche du "prince charmant".
Elle est très proche de ses parents dont elle est la fille unique. Nora, sa mère est une romancière renommée. Luke, son père  possède trois entreprises de pompes funèbres. 
Au cours du roman Trois jours avant Noël (écrit en collaboration avec Mary Higgins Clark), elle fera la connaissance de Jack Reilly « simple homonyme », un policier chef de la brigade spéciale de la police new-yorkaise dont elle tombera follement amoureuse. Ils se marieront dans For ever et passeront un voyage de noces mouvementé dans Irish coffee.

## Les romans dont elle est l'héroïne
Écrits par Carol Higgins Clark seule :
| Année | Titre original | Titre en français    | Année |
| ----- | -------------- | -------------------- | ----- |
| 1992  | Decked         | Par-dessus bord      | 1993  |
| 1993  | Snagged        | L'Accroc             | 1995  |
| 1995  | Iced           | Bien frappé          | 1996  |
| 1998  | Twanged        | Sur la corde         | 1999  |
| 2001  | Fleeced        | Les Yeux de diamant  | 2002  |
| 2002  | Jinxed         | Pas de veine         | 2003  |
| 2003  | Popped         | Chute libre          | 2004  |
| 2004  | Burned         | Le Collier volé      | 2005  |
|       | For ever       | For ever             | 2007  |
| 2007  | Laced          | Irish coffee         | 2008  |
| 2008  | Zapped         | Zapping              | 2009  |
| 2009  | Cursed         | Au voleur !          | 20xx  |
| 2010  | Wrecked        | Tempête sur Cape Cod | 2013  |
| 2011  | Mobbed         | Affaire de Star      | 2012  |
| 2012  | Gypped         | Arnaque à Hollywood  | 2013  |

Écrits en collaboration avec sa mère, Mary Higgins Clark :
| Année | Titre original      | Titre en français    | Année |
| ----- | ------------------- | -------------------- | ----- |
| 2004  | The Christmas Thief | Le Voleur de Noël    | 2004  |
|       |                     | La Croisière de Noël | 2006  |
|       |                     | Le Mystère de Noël   | 2008  |